# Miguel Pacheco
Miguel Pacheco (Sabadell, 5 september 1931 – Barcelona 17 februari 2018) was een Spaans wielrenner.

## Carrière
Pacheco was professioneel wielrenner tussen 1955 en 1966. Hij won twee etappes in de Ronde van Spanje, in 1958 en 1963. In 1963 won hij de tijdrit in de twaalfde etappe, hij had dezelfde tijd geklokt als de Fransman Jacques Anquetil. Beide renners kregen de eer van de etappezege. Tevens eindigde Pacheco in 1960 en 1963 als derde op het eindpodium van de Ronde van Spanje.
In 2018 kwam Pacheco op 76-jarige leeftijd te overlijden.

## Overwinningen
1955
5e etappe Ronde van Catalonië
1956
8e etappe Ronde van Asturië
1958
1e etappe Ronde van Spanje
2e etappe Ronde van Zuidoost-Spanje
1959
Eindklassement Ronde van Andalusië
Campeonato Vasco-Navarro de Montaña
1962
Trofeo Jesús Galdeano
3e etappe (deel B) Ronde van Catalonië (tijdrit)
1963
12e etappe (deel B) Ronde van Spanje (tijdrit)
1965
Eindklassement Porto-Lissabon

## Resultaten in voornaamste wedstrijden
| Jaar | Ronde van Italië | Ronde van Frankrijk | Ronde van Spanje |
| ---- | ---------------- | ------------------- | ---------------- |
| 1956 |                  |                     | opgave           |
| 1957 |                  |                     | opgave           |
| 1958 |                  | opgave              | 20e (1)          |
| 1959 |                  |                     | opgave           |
| 1960 |                  | 69e                 | ↑                |
| 1961 |                  | opgave              | 12e              |
| 1962 |                  |                     | 4e               |
| 1963 |                  | 17e                 | ↑ (1)            |
| 1964 |                  | opgave              | opgave           |
| 1965 |                  |                     |                  |
| 1966 |                  |                     | opgave           |

| Jaar | Milaan-San Remo |  | WK op de weg |
| ---- | --------------- |  | ------------ |
| 1956 |                 |  |              |
| 1957 |                 |  |              |
| 1958 |                 |  |              |
| 1959 |                 |  | opgave       |
| 1960 |                 |  |              |
| 1961 |                 |  |              |
| 1962 | 47e             |  | opgave       |
| 1963 | 71e             |  | opgave       |
| 1964 |                 |  |              |
| 1965 |                 |  |              |
| 1966 |                 |  |              |

Wielerploegen van Miguel Pacheco
Borcy ·
Bordin ·
Botella ·
Bover ·
Chacón ·
Ciampi ·
Company ·
Decock ·
Derycke ·
Desmet ·
Emiliozzi ·
Ernzer ·
Fini ·
Fornasari ·
Galdeano ·
Gaul ·
Geers ·
Girardini ·
Gola ·
Graf ·
Grondelaers ·
Hoevenaars ·
Iturat ·
Kerckhove ·
Koblet ·
Luyten ·
Metra ·
Mostajo ·
Pacheco ·
Pavesi ·
Pellegrini ·
Ruiz ·
Scappini ·
Schär ·
Schils ·
Schroeders ·
Segú ·
Serra ·
Strehler ·
Trobat ·
Vandaele ·
Van Looveren ·
Van Looy ·
Verhelst ·
Verplaetse
Bahamontes ·
Blomme ·
Bolzan ·
Botella ·
Bover ·
Chiti ·
Ciampi ·
Company ·
Couvreur ·
Decock ·
Desmet ·
Emiliozzi ·
Ernzer ·
Fini ·
Fornasari ·
Galdeano ·
Gandolfi ·
Gaul ·
Gelhausen ·
Gillen ·
Girardini ·
Gola ·
Guarguaglini ·
Hoevenaars ·
Jiménez ·
Kerckhove ·
Loroño ·
Luyten ·
Manzaneque ·
Metra ·
Moreno ·
Mostajo ·
Pacheco ·
Paternoster ·
Pavesi ·
Pellegrini ·
Ruiz ·
Scappini ·
Schils ·
Schroeders ·
Serra ·
Strehler ·
Timoner ·
Vandaele ·
Van Gompel ·
Van Looveren · 

Van Looy ·
Verplaetse
Baudechon ·
Belmonte ·
Bertrán ·
Botella ·
Campillo ·
Company ·
Couvreur ·
Desmet ·
Fischerkeller ·
Galdeano ·
Hoevenaars ·
Impanis ·
Junkermann ·
Kerckhove ·
Loroño ·
Mas ·
Michiels ·
Moreno ·
Mostajo ·
Pacheco ·
Pérez ·
Schils ·
Schroeders ·
Sorgeloos ·
Theuns ·
Timoner ·
Utset · 
Van Looveren · 
Van Looy ·
Van Meenen ·
Verplaetse ·
Vloeberghs
Bahamontes ·
Belmonte ·
Bertrán ·
Botella ·
Coekaerts ·
Company ·
Derboven ·
Galdeano ·
Herrero ·
Horemans ·
Impanis ·
Kerckhove ·
Manzaneque ·
Masip ·
Moreno ·
Pacheco ·
San Emeterio ·
Schroeders ·
Soler ·
Sorgeloos ·
Suárez ·
Timoner ·
Utset · 
Van Looveren · 
Van Looy  ·
Van Meenen ·
Vanderlinden